# 快感職人
『快感職人』（かいかんしょくにん）は、青乃多万美作の漫画作品。
2006年7月から9月に、テレビドラマ化された。

## 漫画

### 書誌情報
- 青乃多万美「快感職人」 秋田書店〈プリンセスコミックス・プチ・プリ〉『プチプリンセス』2005年春の号～2005年秋の号

（2006年1月16日発売）ISBN 978-4253197106
- 青乃多万美「快感職人G」 秋田書店〈プリンセスコミックス・プチ・プリ〉既刊4巻

## テレビドラマ
2006年7月8日からテレビ朝日の土曜ミッドナイトドラマ枠で放送。全10回。同年12月17日から2007年1月21日までCS放送局・テレ朝チャンネルにて放送された。毎週日曜24:00～25:00（月曜0:00～1:00）で2話連続放送。

### スタッフ
- 原案：青乃多万実「快感職人」
- 脚本：今井雅子
- 演出：都築淳一、小山田雅和、木内麻由美（テレビ朝日）
- チーフプロデューサー：桑田潔（テレビ朝日）
- プロデューサー：樽井勝弘、栁川由起子、井口喜一
- オープニングテーマ&音楽：大河内元規

### 主題歌
- 舞「Princess ∞ Candy」（rhythm zone）

### キャスト
- 神宮寺直樹:尚玄
- 橘隼人:斉藤祥太
- 風水俊介:倉貫匡弘
- 黒澄圭一:木村昇
- たまみ:蒼井そら

### ゲスト
- 第1話 及川奈央
- 第2話 小野真弓
- 第3話 松下恵
- 第4話 芳賀優里亜
- 第5話 吉野紗香
- 第6話 徳山秀典
- 第7話 来栖あつこ
- 第8話 松尾れい子
- 第9話・第10話 小川奈那

| テレビ朝日 土曜ミッドナイトドラマ | テレビ朝日 土曜ミッドナイトドラマ | テレビ朝日 土曜ミッドナイトドラマ |
| 前番組                            | 番組名                            | 次番組                            |
| --------------------------------- | --------------------------------- | --------------------------------- |
| 吉祥天女                          | 快感職人                          | もういちど地下鉄に乗って          |